# 베르나르두 페르난지스 다 시우바 주니오르
베르나르두 페르난지스 다 시우바 주니오르(포르투갈어: Bernardo Fernandes da Silva Junior, 1995년 5월 14일 ~ )는 베르나르두(Bernardo)라는 이름으로 알려져있는 브라질의 축구 선수이다. 현재 독일 분데스리가의 VfL 보훔에서 활약하고 있다. 